# John Cygan
John Cygan (27 de abril de 1954-13 de mayo de 2017) fue un actor, actor de voz y cómico estadounidense.

## Biografía
Cygan nació en la ciudad de Nueva York en una familia de 13 hermanos. Sus padres nunca llegaron a casarse. Falleció el 13 de mayo de 2017 en su casa en Woodland Hills, Los Ángeles, a los 63 años de edad, debido a un cáncer.

## Filmografía

### Cine
- Cars
- Cloudy with a Chance of Meatballs
- Despicable Me 2
- Despicable Me 3
- Happily N'Ever After
- Dr. Seuss' Horton Hears a Who!
- Ice Age: The Meltdown
- Inside Out
- Minions
- Monsters University, Big Red (JTC Leader)
- Gake no ue no Ponyo
- Surf's Up
- Dr. Seuss' The Lorax
- Toy Story 3, Twitch.
- El planeta del tesoro, Hedley
- Up
- WALL·E

### Televisión
- Babes
- Becker, detective Cross
- Ben 10, Kangaroo Commando/Abel North, Kane North
- Bob, Harlan Stone
- Crow's Nest, Mike Corsetti
- Diagnosis: Murder, Dr. Adam Embry
- Frasier, Doug Harvey
- Cars Toon
- Modern Family, Dean
- Nothing Sacred
- NYPD Blue, Tommy Dwyer
- Judging Amy, Jeremy Cools
- Regular Show
- The Commish, detective Paulie Pentangeli (1991–1992; 1994–1995)
- The Grim Adventures of Billy & Mandy, anunciante de la televisión.
- The Hughleys, oficial.
- The Shield – LAPD Chief of Police Johnson (episode 5.11)
- The X-Files, sheriff Spencer (episodio: Blood)

### Videojuegos
- Arc the Lad: Twilight of the Spirits – Droguza
- Broken Age – Spoon[6]
- Call of Juarez: Bound in Blood – Col. Jeremy Barnsby
- Call of Juarez: Gunslinger – Silas Greaves
- Call of Juarez: The Cartel – Michael Duke, Additional Voices
- Command & Conquer 4: Tiberian Twilight
- Dead Island – Dr. West, Additional Voices
- Destroy All Humans! – General Armquist
- EverQuest II – Concordium (High Elf), Apprentice Kalimar, Archivist Jindlefog, Neophyte Jhanov, Guard Rellin'thir, Wisp of Marr, Arqis the Mage, Biddy Bobick, Broker Algernon, Royal Accountant Fowler, Janus Fieri
- Final Fantasy XV
- Grandia II – Melfice, Client, Brother 1
- Grand Theft Auto V – The Local Population
- Halo 4
- Kingdoms of Amalur: Reckoning – Agarth
- Lair – Koba Kai
- Madagascar: Escape 2 Africa – Makunga
- Mafia II – Pepé
- Mafia III
- Marvel: Ultimate Alliance – Iron Man, Warstar
- Medal of Honor: Vanguard - Sgt. John Magnuson
- Metal Gear Solid 2: Sons of Liberty – Solidus Snake
- Metal Gear Solid 2: Substance – Solidus Snake
- Ninja Gaiden 3 – Captain Heinlein
- Painkiller – Sammael
- Prince of Persia: The Forgotten Sands – Malik
- Rise of the Argonauts – Captain Idas
- Robin Hood: Defender of the Crown –Little John
- SOCOM: U.S. Navy SEALs Combined Assault – Sandman
- SOCOM: U.S. Navy SEALs Fireteam Bravo – Sandman
- SOCOM: U.S. Navy SEALs Fireteam Bravo 2 – Sandman
- Spec Ops: The Line – Officers, Damned Officer
- Star Wars: Dark Empire Radio Trilogy – Luke Skywalker
- Star Wars: Galactic Battlegrounds – Dash Rendar, General Rand Talor, Quarren Thug
- Star Wars: Knights of the Old Republic – Canderous Ordo[7]
- Star Wars Knights of the Old Republic II: The Sith Lords – Mandalore the Preserver
- Star Wars: Shadows of the Empire – Dash Rendar
- Star Wars: X-Wing Alliance – Dash Rendar, Civilian Pilot
- The Darkness II – Leo, Additional Voices
- The Lord of the Rings: War in the North – Farin
- The Punisher – Tony Stark, Iron Man, Carlo Duka, Gnuccu
- The Sopranos: Road to Respect – Additional Voices
- Toy Story 3: The Video Game – Twitch
- X-Men Legends II: Rise of Apocalypse – Iron Man, Ka-Zar